# 莫罗瓦利工业园

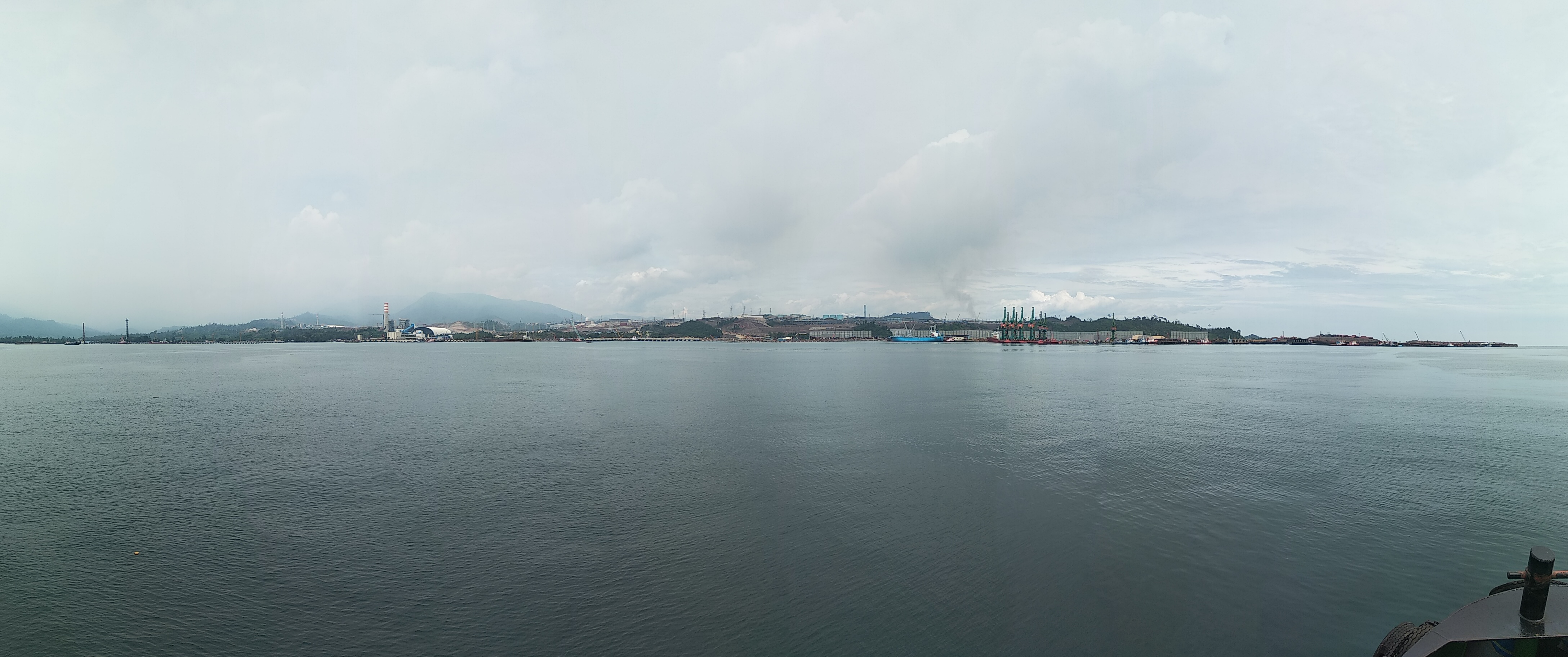
莫羅瓦利工業園

莫罗瓦利工业园(Indonesia Morowali Industrial Park，简称IMIP)是一个位于印尼中苏拉威西省主营镍矿产业的工业园。印尼是世界第一大镍生产商，莫罗瓦利工业园则是印尼最大的处理镍矿的厂区。

## 背景
印尼拥有世界已知最大的镍储量。镍则是电动车用锂离子电池的重要生产原料。2013年，印尼禁止出口未经加工的镍矿石，并同时与多家电池厂商签约合作。

## 现状
莫罗瓦利工业园占地3000公顷。工业园临近港口，机场和一座2GW的煤电站。
园区有私人修建的机场叫做IMIP机场, 长1800米可降大型引擎机, 机场离园区仅20分鈡车程, 公共航班一般经停Manado。截止2022年10月，园区吸引了18家公司和总计153亿美元的投资。
工业园的主要投资方包括青山控股集团和八星集团。